# Joseph Chennoth
Joseph Chennoth est un prélat catholique indien syro-malabar né le 13 octobre 1943 à Kockamangalam (Inde britannique) et mort le 8 septembre 2020 à Tokyo (Japon), nonce apostolique de 1999 à sa mort, et au Japon (en) de 2011 à 2020.

## Biographie
Joseph Chennoth est né en Inde britannique à Kokamangalam le 13 octobre 1943.

### Prêtre
Joseph Chennoth est ordonné prêtre par Paul Ch'eng Shih-kuang (en) le 4 mai 1969 et incardiné dans l’archéparchie syro-malabare d'Ernakulam-Angamaly (en). C’est un élève de l’Académie pontificale ecclésiastique. Il est chargé d’affaires pour le Saint-Siège à Taïwan entre 1995 et 1999.

### Nonce apostolique
Le 24 août 1999, Joseph Chennoth est  promu nonce apostolique en Centrafrique et au Tchad (en) par Jean-Paul II avec le titre d’archevêque titulaire de Milevum (de). Il est consacré le 30 octobre suivant par Angelo Sodano, le cardinal secrétaire d’État, assisté de Varkey Vithayathil et Jean-Louis Tauran,. Le 15 juin 2005, Benoît XVI le nomme nonce apostolique en Tanzanie (en). Le 15 août 2011, il est transféré à la nonciature du Japon (en). Arrivé dans le pays le 20 octobre, il présente ses lettres de créance le 14 décembre 2011 à l’empereur Akihito. Le 22 mai 2016, il rencontre la nouvelle présidente taïwanaise Tsai Ing-wen, à l’inauguration de laquelle il a assisté.